# Агриппа Фурий Фуз (военный трибун)
Агриппа Фурий Фуз (лат. Agrippa Furius Fusus; V—IV века до н. э.) — римский политический деятель из патрицианского рода Фуриев, военный трибун с консульской властью 391 года до н. э.
Тит Ливий называет Агриппу Фурия членом коллегии из шести трибунов-патрициев. Вместе со своим коллегой Сервием Сульпицием Камерином он воевал с саппинатами. Те предпочли отсиживаться за крепостными стенами, пока римляне грабили их земли.
У Диодора Сицилийского такой магистрат не упоминается. Существует предположение, что военный трибун Агриппа Фурий Фуз был выдуман одним из римских историков.